# Pierre Romeijer
 (décembre 2017).
Si vous disposez d'ouvrages ou d'articles de référence ou si vous connaissez des sites web de qualité traitant du thème abordé ici, merci de compléter l'article en donnant les références utiles à sa vérifiabilité et en les liant à la section « Notes et références ».
Le baron Pierre Romeijer (connu sous le nom de Romeyer) est un chef cuisinier belge né à Etterbeek le 28 juin 1930 et mort le 12 juillet 2018.
Entré dès l’âge de 14 ans dans la restauration, il a terminé sa carrière en 1994 dans son restaurant La Maison de bouche à Hoeilaart avec trois étoiles au guide Michelin. Cofondateur de l’Association des maîtres cuisiniers de Belgique et d'Euro-Toques, la communauté européenne des cuisiniers, il est le premier — et jusqu’ici le seul — cuisinier à avoir été élevé au rang de baron. À l’instar d’un Paul Bocuse en France, Pierre Romeijer fait partie de ces chefs qui ont donné ses lettres de noblesse au métier de cuisinier, faisant passer celui-ci du rang de domestique relégué à la cave à celui d’artiste mis en lumière.

## Biographie

### Enfance
Pierre Romeijer nait le 28 juin 1930 à Etterbeek dans la banlieue bruxelloise. Son père est tapissier-garnisseur et sa mère infirmière. Au début de la guerre, ses parents l’envoient dans le Jura dans l’espoir qu’il soit moins sujet aux problèmes d’approvisionnement. La situation en France n’étant guère plus enviable, il revient en Belgique et c’est peu après ce retour que ses parents divorcent. Il part alors vivre avec son frère et sa mère.

### Apprentissage
Celle-ci décide alors de placer son fils en cuisine, certaine que, dans ce métier, son fils aura toujours son repas assuré. C’est ainsi que le jeune homme entre à l’âge de 14 ans en apprentissage, au restaurant L’Alsacienne, sous la férule du chef Georges Michel, à une époque où les fourneaux sont encore alimentés au charbon. Dans une chaleur infernale, qui oblige à se changer intégralement deux fois par jour, tout se fait encore à la main, avec les conséquences médicales que ceci entraîne, nombre de professionnels de l’époque étant frappés, entre autres, par la tuberculose. Les cuisiniers ne sont alors souvent considérés que comme des domestiques relégués dans des caves où les directeurs ne descendent que rarement. 

### Service militaire
Ayant devancé l’appel, Pierre Romeijer commence son service militaire à 17 ans dans la marine. Engagé tout d’abord en Angleterre, dans la Royal Navy, il devient ensuite cuisinier sur un dragueur de mines belge.

### Premiers pas professionnels
Dès son retour, il retourne au Savoy, où il avait déjà œuvré en 1946, juste avant de servir sous les drapeaux, et c’est là qu’il entame véritablement sa carrière en passant par tous les postes. Quatre ans plus tard, fort d’un bagage déjà solide, il décide alors de changer d’air et entre au Carlton, toujours à Bruxelles, sous la direction du chef Julien Vermeersch. 

### Prix Prosper Montagné
Ayant remporté en 1950 le 1er prix culinaire Albert-Couvreur, il décide alors de se préparer pour la compétition culinaire belge la plus prestigieuse de l’époque, le prix Prosper-Montagné, et remporte celui-ci en 1955. Déçu par le peu de reconnaissance de la part de son employeur, il devient alors chef de cuisine au Royal Automobile Club, où son expérience lui permet de doubler son salaire par rapport à son emploi précédent. 

### Belvédère
C’est précisément dans ce même Royal Automobile Club qu’il est remarqué par le comte Georges Moens de Fernig, tout récemment investi en tant que commissaire général de l’Exposition universelle de 1958. Séduit par le talent du jeune chef, ce gestionnaire avisé décide de lui confier les cuisines du Belvédère, un domaine royal appelé à devenir le haut lieu de réception de toutes les têtes couronnées, vedettes et personnalités reçues officiellement en Belgique à l’occasion de l’Exposition. Là, dans des conditions inimaginables, sans aucune limite budgétaire, il va avoir l’occasion de servir en un an pas moins de 75 000 repas de haut luxe et quelque 300 000 cocktails.

### Val Vert
Une fois l’Exposition terminée, Pierre Romeijer se sent plus que jamais prêt pour se lancer dans l’aventure de son premier restaurant. C’est ainsi qu’en association avec un partenaire, il ouvre en 1959 le restaurant le Val Vert à Hoeilaart. Conscient de sa responsabilité, il ne ménage pas ses efforts et travaille durant trois ans sans prendre un jour de congé, espérant, devant le succès remporté, pouvoir reprendre les parts de son associé et ainsi enfin travailler entièrement à son compte. Malheureusement, celui-là ne l’entend pas de cette oreille.

### Maison de bouche
C’est alors que Pierre Romeijer se voit offrir en 1967 l’opportunité d’acquérir une très belle propriété située tout près du Val Vert, également à Hoeilaart. Celle-ci, située en plein cœur de la forêt de Soignes, au beau milieu d’un parc magnifique, va devenir La Maison de bouche, appelée à devenir le haut lieu des exploits du cuisinier.

### Michelin
Rapidement remarqué par la critique, le restaurant de Pierre Romeijer ne tarde pas à décoller. Rapidement récompensé par une première étoile en 1969 au guide Michelin, une seconde en 1971, il atteint le sommet de la galaxie pneumatique en 1983 avec trois étoiles, un niveau suprême qu’il maintiendra jusqu’à sa cessation d’activité en 1994.

### Maîtres cuisiniers de Belgique
Pierre Romeijer aurait souhaité adhérer à l’Association des maîtres cuisiniers de France. Seulement ce groupement, qui s’appelait jusqu’en 1967 l’Association des maîtres queux, n’admet en son rang ni étrangers, ni femmes. En 1980, lors d’une rencontre avec ses collègues Pierre Wynants (restaurant Comme chez Soi) et Jacques Deluc (Barbizon), il imagine alors de mettre sur les fonts baptismaux une association professionnelle qui regrouperait les meilleurs chefs de son propre pays. C’est ainsi que nait l’Association des maîtres cuisiniers de Belgique, dont il sera le premier à assurer la présidence, ceci avant Pierre Fonteyne, Guy Van Cauteren, Alain Deluc, Robert Van Duüren et depuis mai 2012, Frank Fol.

### Euro-Toques
En 1979, lors d’un repas de mille couverts, donné à l’occasion du millénaire de la ville de Bruxelles, en présence, entre autres, d’une impressionnante assemblée de chefs européens, Pierre Romeijer avait lancé l’idée, un peu sans trop se prendre au sérieux au début, d’une « Europe des casseroles ». Le projet va lentement mais sûrement faire son chemin jusqu’à ce qu’en 1986, soutenu par son grand ami Paul Bocuse, il lance « Euro-Toques, la Communauté européenne des cuisiniers », une association à l’échelle du continent reposant sur une charte regroupant tous les professionnels de la cuisine respectueux des usages du métier, des produits et de la manière de travailler ceux-ci.

### Livre
En 1990 paraît aux éditions Didier Hatier le livre Une certaine idée de la cuisine : Pierre Romeyer. Fruit de longues conversations entre Pierre Romeijer et le célèbre chroniqueur touristique et gastronomique Walter Fostier, cet ouvrage revient sur la déjà longue carrière du cuisinier et sur sa vision du métier.

### Japon
En 1991, Pierre Romeijer suscite la polémique lorsqu’il annonce avoir revendu une partie de son activité au groupe brassicole japonais Asahi Breweries. Celui-ci était alors candidat à l’acquisition de plusieurs établissements gastronomiques en Europe, à l’image du Lucas Carton d’Alain Senderens, à Paris. Tout le landerneau gastronomique belge s’agite jusqu’à ce qu’il soit clair que Pierre Romeijer n’a en fait revendu que les murs de l’établissement ainsi que le droit d’utiliser son nom pour une ligne de produits vendus exclusivement en Extrême-Orient. Et donc à l’exclusion de son fonds de commerce, rien ne change dans le fonctionnement de celui-ci. Contrairement aux rumeurs les plus fantaisistes, allant jusqu’à parler de l’arrivée de baguettes à la place des couverts !

### Fermeture
En 1994, après 50 ans d’activité professionnelle ininterrompue, Pierre Romeijer, qui avait pourtant un projet d’hôtel en tête, connaît quelques problèmes de santé. Il décide alors de s’arrêter au sommet de sa carrière, afin de profiter d’une retraite bien méritée. La vente du matériel du restaurant ainsi que de sa cave, en 1995, attire un très nombreux public de curieux et de nostalgiques de ce qui fut un des plus beaux établissements du pays.

## Hommages

### Trophée Baron Pierre-Romeyer
Depuis 2004, Euro-Toques Belgique organise chaque année le Trophée Baron Pierre-Romeyer,,,. Cette compétition destinée aux écoles hôtelières a pour ambition de distinguer des élèves s’affrontant dans des conditions de concours professionnels.

### École hôtelière provinciale Pierre-Romeyer
L’Institut d’enseignement provincial secondaire (IPES) de Wavre,, a baptisé sa section hôtelière « école hôtelière provinciale Pierre-Romeyer » en hommage au grand homme de cuisine. C’est dans ses locaux qu’est organisé chaque année le Trophée Baron Pierre-Romeyer. 

## Distinctions

### Anoblissement
En 2002, Pierre Romeijer s’est vu conférer le titre de baron à titre personnel, une première dans l’histoire de la Belgique au sein duquel jamais aucun cuisinier n’avait fait l’objet d’un tel honneur.

### Titres professionnels
- 1950 : 1er prix culinaire Albert-Couvreur
- 1955 : 1er prix Prosper-Montagné
- 1958 : diplôme d’honneur (Ehrenurkunde) Verband der Köche
- 1963 : diplôme du 3e congrès mondial de la gastronomie par la Confrérie des rôtisseurs
- 1964 : Oscar de la cuisine du Club royal des gastronomes de Belgique.
- 1964 : diplôme du Club des 33 à titre personnel.
- 1964 : diplôme de l'Académie culinaire de France.
- 1965 : chevalier de la commanderie de l'ordre des Coteaux de Champagne.
- 1967 : chevalier de l’ordre des Chevaliers des Bretvin - officier du club Prosper-Montagné.
- 1973 : Cuoco d’ Oro Aziende autonome di Soggiorno turismo Marina di Caorle.
- 1974 : membre des Rencontres internationales gastronomique de Genève.
- 1974 : membre de Tradition et Qualité.
- 1979 : Clé d’or de Gault et Millau.
- 1980 : conseiller culinaire du bailliage de Belgique de la Confrérie de la chaîne des rôtisseurs.
- 1982 : membre émérite de l'ordre international de la Gastronomie française.
- 1983 : membre des Relais et Châteaux.
- 1984 : commandeur de l'Association international des maîtres-conseils en gastronomie française.
- 1985 : médaille d’or de la ville de Bruxelles.
- 1986 : médaille d’or Village Reine Fabiola.
- 1988 : diplômé le 6 mai à Paris du Club des cent, diplôme n° 181.
- 1990 : l'Homme de l'année, Rose d’or remise par les jeunes restaurateurs à Paris.
- 1990 : meilleur artisan de Belgique, remis par le ministère des Classes moyennes.

### Ordres et médailles
- 1958 :  médaille commémorative de leurs Altesses les princes de Monaco
- 1958 :  médaille d’argent du roi Georges 1er de Grèce
- 1974 :  chevalier de l'ordre de Léopold II
- 1975 :  médaille d’or du Travail.
- 1976 :  chevalier de l'ordre du Mérite agricole.
- 1988 :  doyen d’honneur du Travail.
- 1991 :  chevalier de l'ordre de Léopold
- 1996 :  doyen d’honneur émérite du Travail
- 2002 :  officier de l'ordre du Mérite agricole

## Ouvrage
- Une certaine idée de la cuisine : Pierre Romeyer , Éditions Didier Hatier.

### Articles
- « Un trois étoiles Bruxelles ferme à la fin du mois. », Le Soir ;
- « Choc de Générations », sur lacuisineaquatremains.blogs.lalibre.be. « La cuisine à quatre mains », sur lacuisineaquatremains.blogs.lalibre.be ;
- « Pierre Romeyer passe à table », La DH ;
- « Pierre Romeyer: "Une parfaite courtoisie !" », La DH.